# Monte Porzio Catone
Monte Porzio Catone is een gemeente in de Italiaanse provincie Rome (regio Latium) en telt 8546 inwoners (31-12-2004). De oppervlakte bedraagt 9,4 km², de bevolkingsdichtheid is 858 inwoners per km².

## Demografie
Monte Porzio Catone telt ongeveer 3044 huishoudens. Het aantal inwoners steeg in de periode 1991-2001 met 10,3% volgens cijfers uit de tienjaarlijkse volkstellingen van ISTAT.
| Jaar | Inwoneraantal |
| ---- | ------------- |
| 1991 | 7452          |
| 2001 | 8221          |

## Geografie
De gemeente ligt op ongeveer 451 m boven zeeniveau. Monte Porzio Catone grenst aan de volgende gemeenten: Frascati, Grottaferrata, Monte Compatri, Rome.

## Foto's

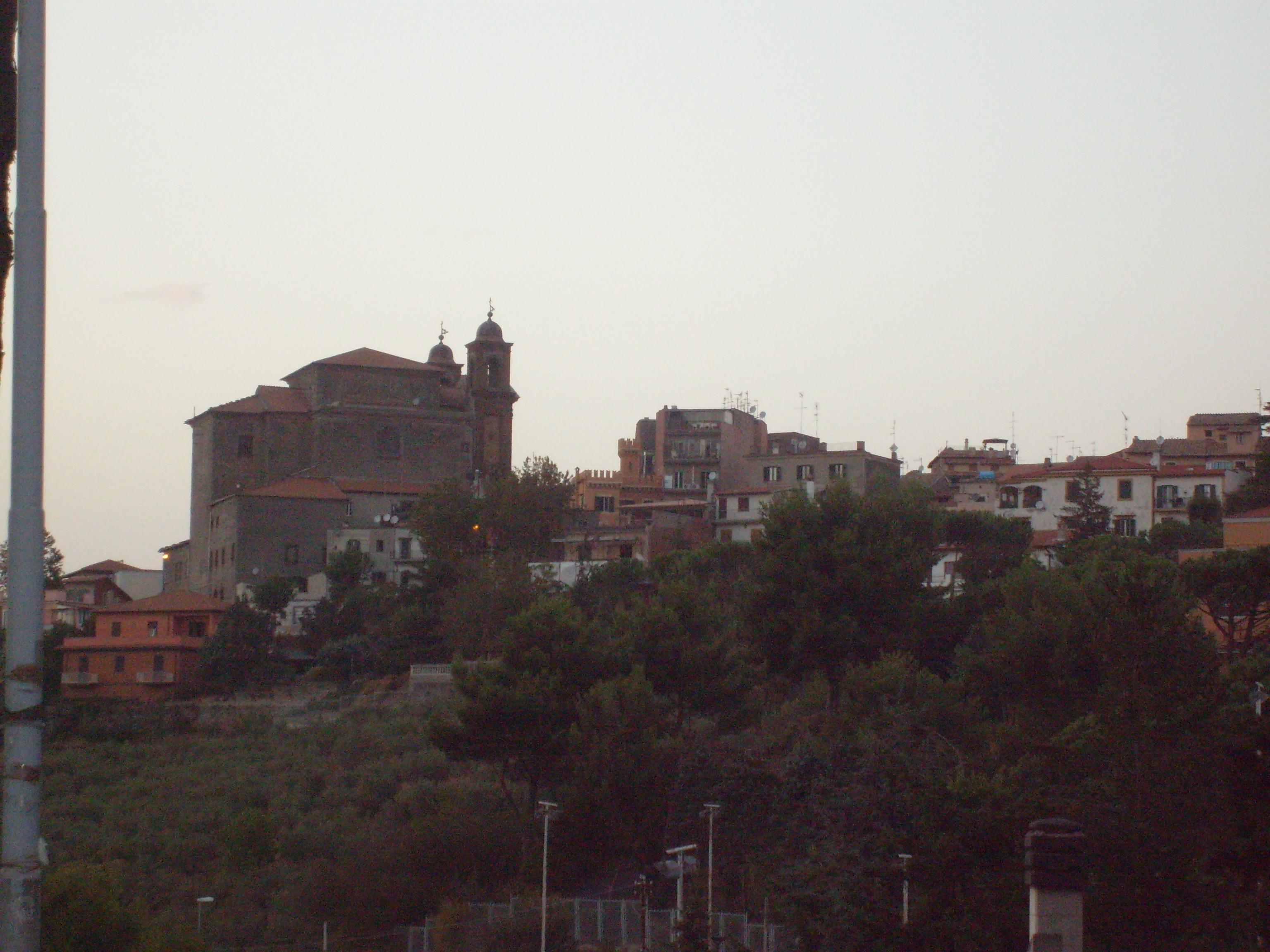
Silhouet
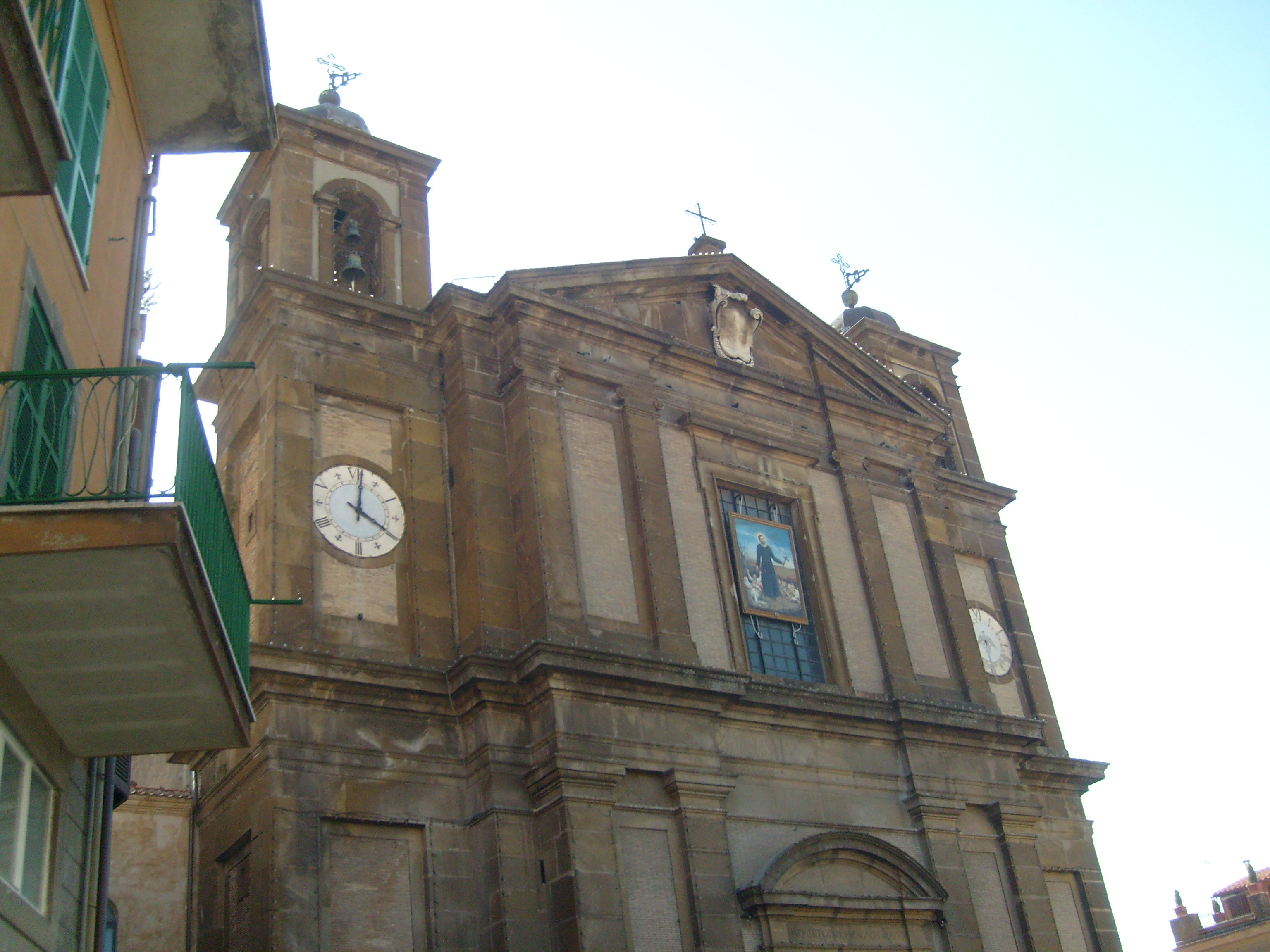
San Gregorio Magno
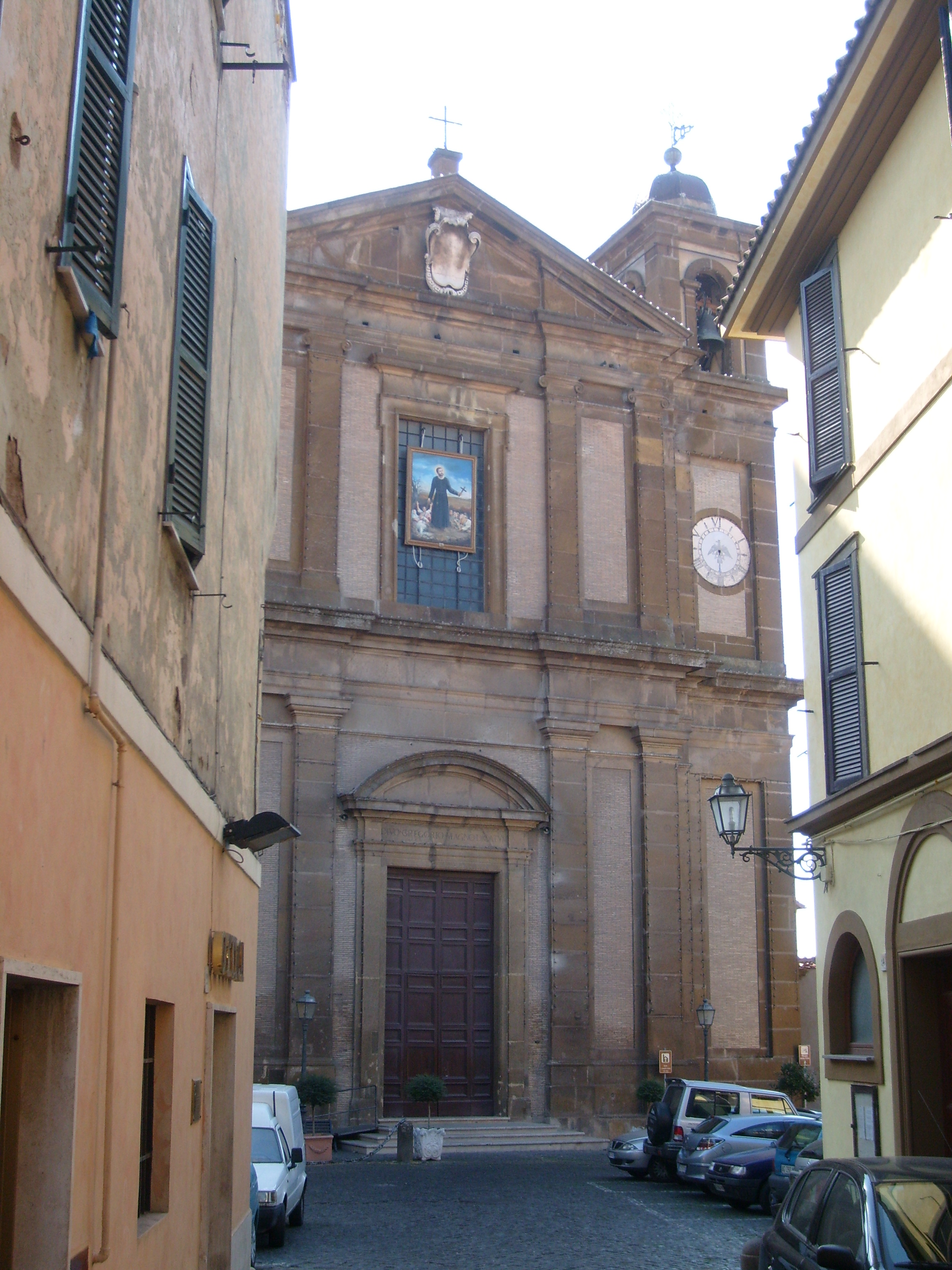
Duomo di San Gregorio Magno
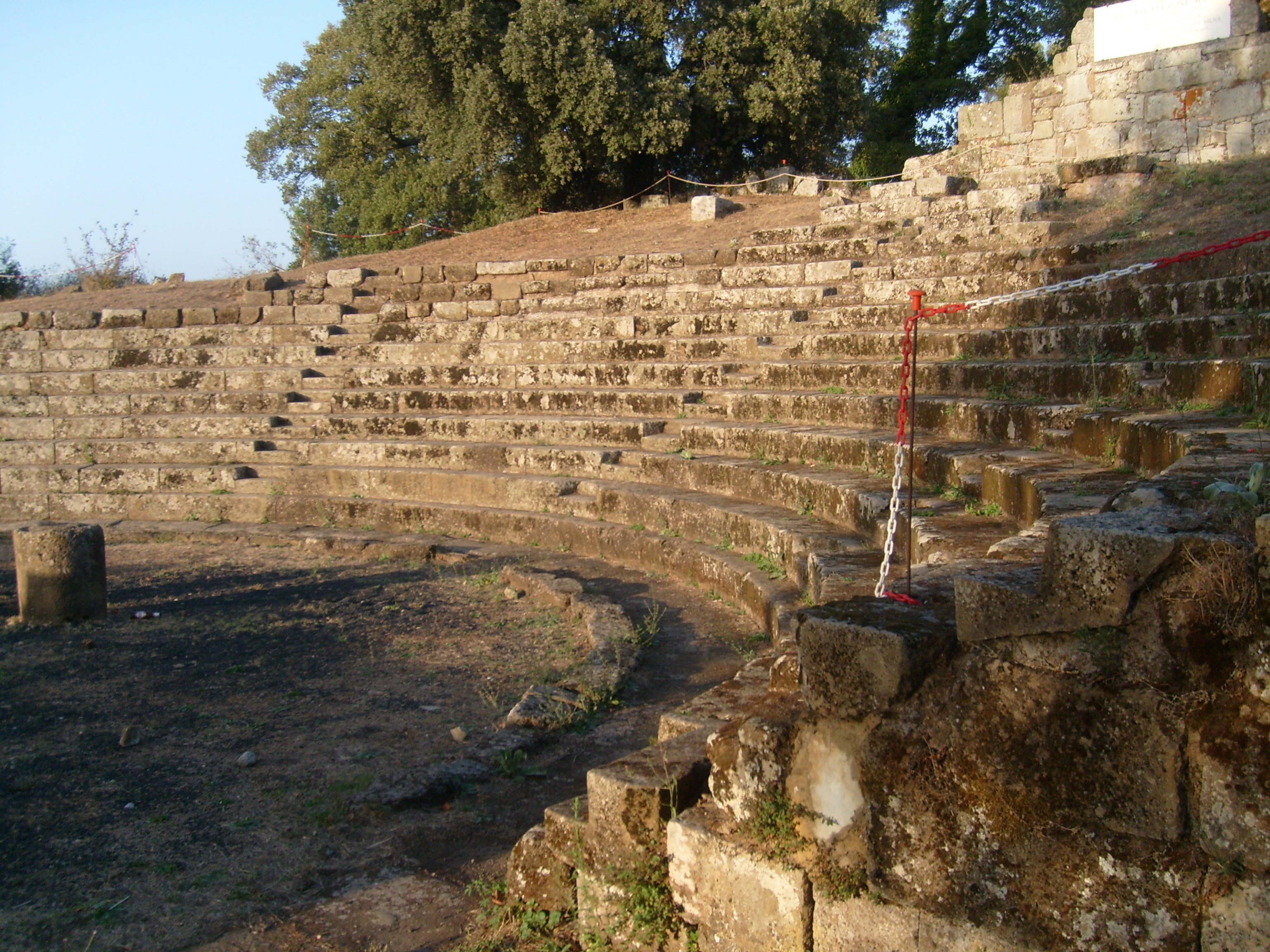
Anfiteatro del Tuscolo
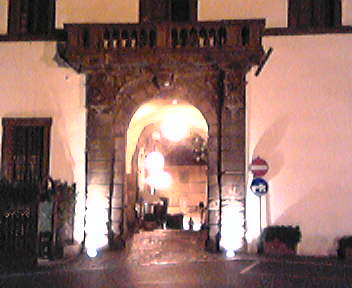
For de porta
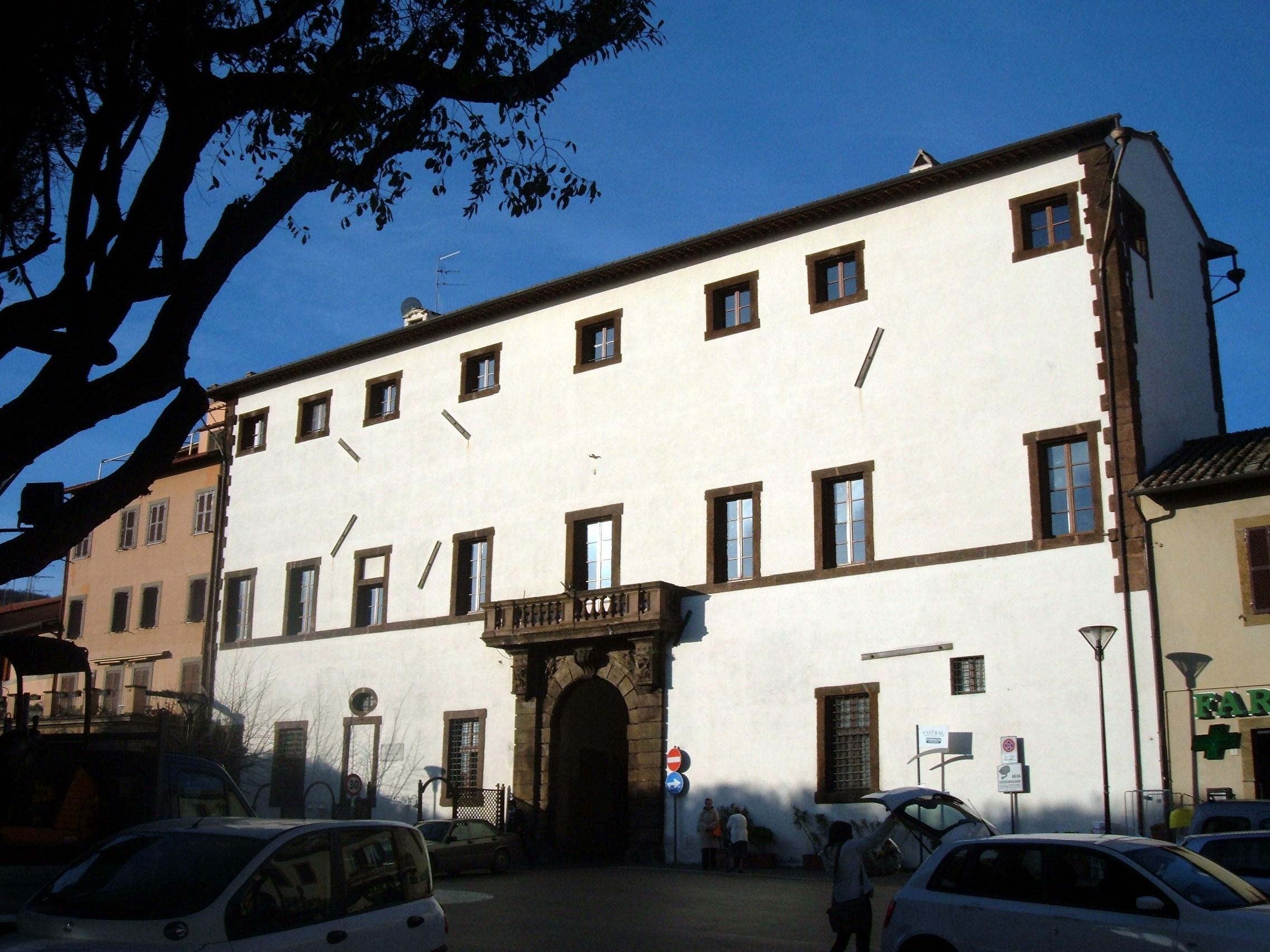
Palazzo Borghese
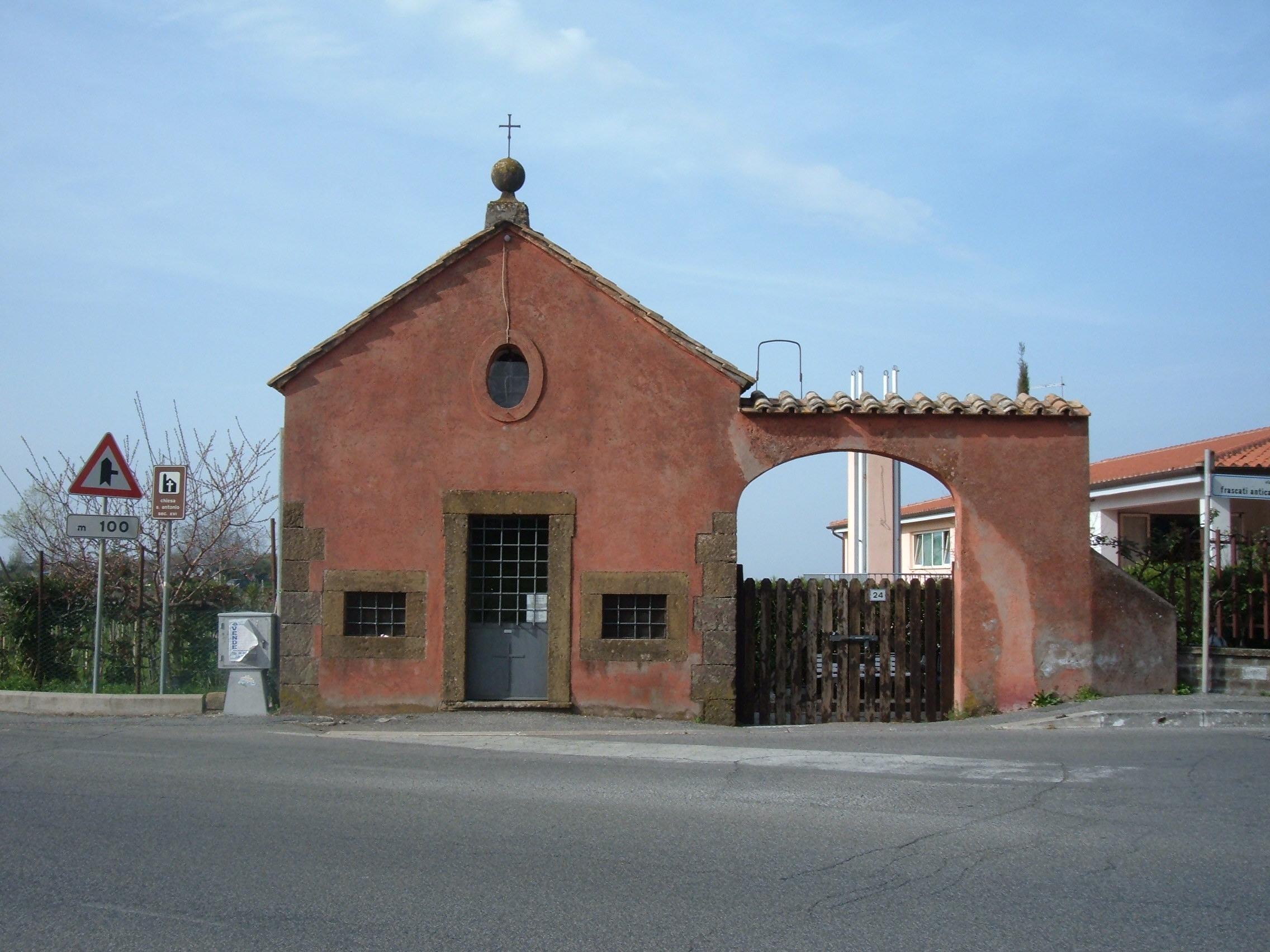
Cappella di Sant'Antonio